# GVAV in het seizoen 1966/67
Het seizoen 1966/1967 was het 13e jaar in het bestaan van de Groningse betaaldvoetbalclub GVAV. De club kwam uit in de Eredivisie en eindigde daarin op de negende plaats. Tevens deed de club mee aan het toernooi om de KNVB beker, hierin werd de club in de eerste ronde uitgeschakeld door Go Ahead (0–3).

## Wedstrijdstatistieken

### Eredivisie
|       | ADO   | Ajax  | DOS   | DWS   | Elinkwijk | Feijenoord | Fortuna '54 | Go Ahead | MVV   | NAC   | PSV   | Sittardia | Sparta | Telstar | FC Twente '65 | Willem II | Xerxes |
| ----- | ----- | ----- | ----- | ----- | --------- | ---------- | ----------- | -------- | ----- | ----- | ----- | --------- | ------ | ------- | ------------- | --------- | ------ |
| Thuis | 0 – 0 | 3 – 8 | 4 – 1 | 0 – 0 | 4 – 1     | 1 – 4      | 1 – 2       | 1 – 3    | 5 – 0 | 1 – 0 | 4 – 0 | 2 – 0     | 0 – 0  | 2 – 0   | 0 – 0         | 3 – 0     | 2 – 1  |
| Uit   | 3 – 0 | 0 – 1 | 1 – 1 | 2 – 1 | 0 – 3     | 3 – 0      | 3 – 2       | 1 – 1    | 2 – 0 | 2 – 0 | 1 – 0 | 1 – 0     | 2 – 0  | 0 – 0   | 1 – 1         | 0 – 2     | 2 – 3  |

### KNVB beker
| 1e ronde                                  | GVAV | 0 – 3 (0 – 2) | Go Ahead                                                     |
| 2 april 1967 Plaats: Groningen Oosterpark |      |               | 23' Wietse Veenstra 35' (e.d.) Piet Fransen 84' Peter Ressel |

## Statistieken GVAV 1966/1967

### Eindstand GVAV in de Nederlandse Eredivisie 1966 / 1967
| Stand | Gespeeld | Gewonnen | Gelijk | Verloren | Punten | Doelpunten voor | Doelpunten tegen |
| ----- | -------- | -------- | ------ | -------- | ------ | --------------- | ---------------- |
| 9e    | 34       | 13       | 8      | 13       | 34     | 48              | 44               |

### Topscorers
| #                 | Naam               | Goal |
| ----------------- | ------------------ | ---- |
| 1.                | Ole Fritsen        | 16   |
| 2.                | Gerrit van Tilburg | 10   |
| 3.                | Johan Beuvink      | 5    |
| 4.                | Jan Hordijk        | 4    |
| 4.                | Martin Koeman      | 4    |
| 6.                | Joop Oomens        | 2    |
| 6.                | Wim Visser         | 2    |
| 8.                | Dick Bosschieter   | 1    |
| 8.                | Henk Cornelis      | 1    |
| 8.                | Piet Fransen       | 1    |
| 8.                | Tonny van Leeuwen  | 1    |
| Onbekend doelpunt |                    |      |
| –                 | Onbekend           | 1    |
| Totaal            | Totaal             | 47   |

| #      | Naam        | Goal |
| ------ | ----------- | ---- |
| –      | Geen speler | 0    |
| Totaal | Totaal      | 0    |

## Voetnoten
ADO ·
Ajax ·
DOS ·
DWS ·
Elinkwijk ·
Feijenoord ·
Fortuna '54 ·
Go Ahead ·
GVAV ·
MVV ·
NAC ·
PSV ·
Sittardia ·
Sparta ·
Telstar ·
FC Twente '65 ·
Willem II ·
Xerxes